# Marie Alžběta z Fürstenbergu
Marie Alžběta, kněžna z Fürstenbergu (německy Maria Elisabeth, Fürstin zu Fürstenberg; 30. listopadu 1767 Řezno – 21. července 1822 zámek Heiligenberg) byla německá šlechtična z rodu Thurn-Taxis, provdaná z Fürstenbergu. V letech 1806–1816 byla aktivní ve snaze mediatizovaných říšských stavů získání zpět svých privilegií. Na vídeňském kongresu požádala jejich jménem dne 22. října 1814 rakouského císaře Františka I., aby obnovil německou císařskou korunu.

## Život
Narodila se jako Marie Alžběta Alexandrina Augusta Karolína Josefa Walburga princezna z Thurnu a Taxisu (Maria Elisabeth Alexandrina Augusta Carolina Josepha Walburga Prinzessin von Thurn und Taxis), dcera knížete Alexandra Ferdinanda z Thurn-Taxisu a jeho manželky, kněžny Marie Henriety z Fürstenbergu, druhé dceři knížete Josefa Viléma Arnošta z Fürstenbergu.
Rodina vlastnila značné majetky v Čechách a Alžběta většinu svého mládí strávila v Praze. Dne 4. listopadu 1790 se provdala za svého bratrance Karla Aloise z Fürstenbergu, který však 25. března 1799 padl v bitvě u Stockachu. Ve stejném roce zemřely také její dvě dcery. Zemřel také 14letý Karel Maria Gabriel, dědic české křivoklátské linie rodu, jehož podíl připadl Karlu Egonovi, jedinému synovi Marie Alžběty.
Dne 17. května 1804 zemřel také kníže Karel Jáchym z Fürstenbergu, hlava rodové linie, bez přímých potomků. Alžbětin syn Karel Egon (1796 Praha – 1854 Bad Ischl) se tak ve věku sedmi let stal vládnoucím fürstenberským knížetem jako Karel Egon II.

### Mediatizace Fürstenberského knížectví
V době, kdy Napoleon přetvářel Evropu a sousední knížectví (Württembersko, Bádensko a Hohenzollernsko) se ze všech sil snažili získat co největší část území, spočívala vláda ve Fürstenbergu v rukou jejího vzdáleného strýce, lankraběte Jáchyma Egona z Fürstenbergu-Weitry, který se ujal poručnictví podle říšského a rodinného práva. Karel Jáchym byl již považován za slabého a vláda Josefa Kleisera z Kleisheimu se snažila přizpůsobit neustále se měnící politické situaci.
Dne 24. května 1805 Alžběta se svými dětmi odjela z Prahy do Donaueschingenu, aby přijala dědičnou poctu pro svého syna. Ve druhé polovině roku se však kvůli nejisté situaci v jihozápadním Německu vrátila do Prahy. Navzdory oficiálním prohlášením o neutralitě byli Fürstenbergové považováni za rakouské vazaly. Dne 3. listopadu 1805 Napoleon nařídil svému generálovi Augereauovi, aby obsadil knížectví, sekvestrace však byla brzy zrušena.
Ačkoli se ministr von Kleisheim v roce 1806 pokusil postavit Fürstenbersko, podobně jako Württembersko a Bádensko, do role spojence Francouzů, byli již Fürstenbergové Francouzi považováni za stoupence Rakouska.
Deklarace rýnského spolku přinesla mediatizaci Fürstenberského knížectví a jeho rozdělení na Bádensko, Württembersko a Hohenzollern-Sigmaringen. Pro Alžbětu to znamenalo boj o záchranu. V roce 1809 požádalo Bádensko pod francouzským tlakem lankraběte Jáchyma Egona o přesídlení do Fürstenberska nebo o předání poručnictví nad Alžbětiným synem Karlem Egonem kněžně matce, která se ho následně ujala. Ze zámku Heiligenberg nyní měla větší vliv na politiku.

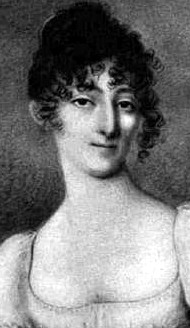
Alžběta z Fürstenbergu, rozená z Thurnu a Taxisu

Bádenský dvůr – se souhlasem Jáchyma Karla – pověřil ministra von Kleisheima jednáním a snažil se ho dostat do dominantní role, což se setkalo s Alžbětiným rozhodným odporem. V roce 1811 se von Kleisheimovi na jednání s bádenskou vládou podařilo obnovit fürstenbersku suverenitu. Přesto byl jeho vztah s kněžnou napjatý a v roce 1814 vstoupil do služeb Bádenského velkovévodství jako dvorní soudce.

### Vídeňský kongres
Hlavním jednatelem kněžny Alžběty se nyní stal s vrchní nadlesní Josef z Laßbergu, s nímž se setkala při své návštěvě Donaueschingenu. Spolu s ním se Alžběta na vídeňském kongresu pokusila sjednotit medializovaná knížata říše proti knížatům Rýnské konfederace. Po smrti knížete Emicha Karla z Leiningenu se nejvýznamnějším spolubojovníkem Alžběta stal hrabě Bedřich Ludvík Kristián ze Solms-Laubachu. Alžběta využila rodinných a osobních vztahů k dosažení svých diplomatických cílů. Mezi své spojence počítala také Jindřicha Karla vom Stein, i když ten nesdílel snahy mediatizovaných říšských stavů o obnovu staré říše. 22. října 1814 požádala Alžběta u příležitosti audience rakouského císaře Františka jménem mediatizovaných říšských stavů, aby znovu zavedl titul německého císaře. Ačkoli František reagoval vyhýbavě, medializované rody se nadále snažily dosáhnout svého cíle a obnovit starou říši. S návratem Napoleona z Elby se však zásadně změnilo prostředí a vojenské nasazení bývalých států Rýnské konfederace proti Napoleonovi posílilo jejich postavení. Pro mediatizované pouze zřízení některých výsad v německé spolkové ústavě. V dopise císaři Františkovi z roku 1816 se jej Alžběta pokusila přesvědčit, aby učinil prohlášení pro medializované při otevření německého Bundestagu, avšak bez úspěchu.
Alžběta se nyní stáhla do ústraní a iniciovala předání správy majetku svému synovi Karlu Egonovi, který se chtěl usmířit s rodem Bádenských. Trvala však na tom, aby jeho nevěsta Amálie Bádenská, dcera velkovévody Karla Bedřicha z jeho morganatického manželství s říšskou hraběnkou Luisou Karolínou z Hochbergu, byla úřadujícím velkovévodou Karlem Ludvíkem před sňatkem s jejím synem Karlem Egonem prohlášena za rovnorodou.
Alžběta nyní žila s Laßbergem, který rezignoval, když Karel Egon nastoupil do úřadu, na zámku Heiligenberg nebo jeho zámku Eppishausen a podporovala jeho sbírku staré německé literatury.
Marie Alžběta z Fürstenbergu zemřela dne 21. července 1822 na zámku Heiligenberg.

## Manželství a potomstvo

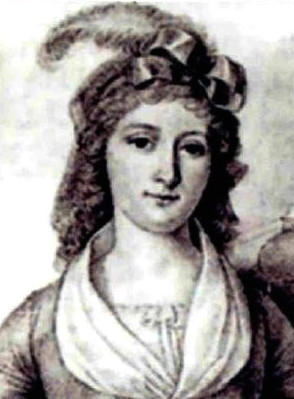
Alžběta z Fürstenbergu v roce 1797

Z jejího manželství s Karlem Aloisem z Fürstenbergu se narodilo pět dětí, z nichž pouze dvě se dožily dospělosti:
- Marie Leopoldina (4. září 1791 – 10. ledna 1844) ⚭ 20. května 1813 Karel Albrecht z Hohenlohe-Waldenburg-Schillingsfürst
- Karel Egon II. (28. října 1796 – 22. října 1854)

Tři dívky zemřely v dětství:
- Marie Josefa (*/† 9. září 1792)
- Antonie (28. října 1794 – 1. října 1799)
- Marie Anna (17. září 1798 – 18. července 1799)

Od roku 1805 do roku 1822 byla ve vztahu s Josefem von Laßberg, s nímž měla nemanželského syna: 
- Herman von Liebenau (3. října 1807 – 28. července 1874), lékař a historik